# Buzăul Superior
Buzăul Superior este o arie protejată (sit de importanță comunitară — SCI) din România, desemnată în scopul protejării biodiversității și menținerii într-o stare de conservare favorabilă a florei spontane și faunei sălbatice, precum și a habitatelor naturale de interes comunitar aflate în arealul zonei de protecție. Aceasta se întinde pe o suprafață de 199,1 ha, integral pe uscat.

## Localizare
Situl se întinde pe teritoriile administrative ale județelor Buzău (Siriu) și Covasna (Sita Buzăului). Centrul sitului Buzăul Superior este situat la coordonatele 45°38′16″N 26°05′46″E / 45.637914°N 26.096061°E.

## Înființare
Situl Buzăul Superior (ROSCI0280) a fost declarat sit de importanță comunitară în septembrie 2011 pentru a proteja 2 specii de animale.

## Biodiversitate
Situată în ecoregiunea alpină, aria protejată conține 2 habitate naturale: Păduri aluvionare cu Alnus glutinosa și Fraxinus excelsior (Alno-Padion, Alnion incanae, Salicion albae), Liziere de ierburi înalte hidrofile de câmpie și de nivel montan până la alpin.
La baza desemnării sitului se află mai multe specii protejate:
- mamifere (1): vidră de râu (Lutra lutra)
- pești (1): chișcar de râu (Eudontomyzon mariae)